# 야시카 사무라이 X3.0
야시카 사무라이 X3.0(Yashica Samurai X3.0)은 1987년 교세라에 의해 시작된 사무라이 시리즈이다. 사무라이 시리즈는 이전의 스틸-카메라 디자인을 완전히 바꿔서, 그 당시 유행했던 컴팩 비디오 카메라를 좀 더 닮은 몸체 디자인으로 만들었다. 사무라이 시리즈는 올림푸스 펜 시리즈의 예처럼 일본 시장에서 항상 통용되었던 할프 -프레임(17×24 mm) 이미지를 노출시키는 진정한 SLR 카메라였다. 사무라이 X3.0은 야시카와 교세라 브랜드로 출시되었으며, 카메라 일부분에 레드나 블루 색깔로 악센트를 주었다. 올림푸스 인피니티 줌 300과 같은 풀-프레임 모델과 함께 브리지 카메라 개념의 하나로서 이 카메라는 간주되었다. X3.0은 자동초점  25–75 mm 줌랜즈- 3배줌의 기능을 포함한다. 자동초점외에, 카메라는 필름전진이나 되감기에서 모터를 사용하며, 와이드.텔레 푸시버튼을 사용하여 파워 줌을 사용한다. 카메라의 마이크로 프로세서가 동작하지 않는 경우를 대비하여 작은 리셋버튼이 제공된다.

## 사양
- 필름 포맷: 35mm / 17×24 mm
- 랜즈: 야시카 줌 랜즈 1:3,5-4,3/25-75mm
- 셔터: 전자 셔터 1/500초-2초.
- 전자 플래시 자동작동
- 셀프타이머 10초
- 날짜와 시간 프린팅(3가지 종류)
- DX 코드 자동인식, ISO 50–3200 (디폴트 IS100 코드가 없는 카세트의 경우)
- 배터리: 6v 리듐 (2CR5)